# Mustafa Murza Achmatowicz
Mustafa Murza Achmatowicz († nach 1812) war tatarischer Rittmeister in der litauischen Armee.

## Leben
Mustafa Murza Achmatowicz stammte aus einer adligen Familie (Szlachta).
1786 war er Rittmeister im Regiment der IV. Vorhut unter General Józef Bielak, wo er 1794 Oberstleutnant wurde. Im Mai 1794 wurde er während des Kościuszko-Aufstandes von Slonim nach Nowaja Misch geschickt und erlitt eine Niederlage, als er auf die russische Vorhut des Corps von Pawel Dmitrijewitsch Zizianow traf. Im August 1794 verband er sich mit seinem Regiment mit dem Regiment von Stefan Grabowski und nahm unter seinem Befehl am Feldzug gegen Weißrussland teil. Am 4. November 1794 kam er bei Ljuban in russische Gefangenschaft, die bis 1795 anhielt.
1812 erhielt er von der Generalkonföderation und dem Gouverneur von Litauen Dirk van Hogendorp die Genehmigung, zusammen mit Abraham Murza Korycki und Samuel Ułan ein Ulanenregiment in Vilnius zu gründen. Hierfür veröffentlichte er am 23. Oktober 1812 einen Aufruf an die litauischen Tataren. Es gelang ihm jedoch nur eine Schwadron zu bilden, die durch Napoleon Bonaparte in das I. polnische Ulanenregiment eingegliedert wurde. Zu dieser Zeit veröffentlichte Achmatowicz einige patriotische Aufrufe an das tatarische Volk.